# ورشا آدالجیا
ورشا ماهندرا آدالجیا (زاده ۱۰ آوریل ۱۹۴۰) یک گجراتی‌زبان فمینیست، رمان‌نویس، نمایشنامه‌نویس و مذاکره‌کننده هندی است که در سال ۱۹۹۵ جایزه آکادمی ادبیات برای زبان گجراتی را برای رمان انصار دریافت کرد. او همچنین نمایشنامه‌نویس بوده و برای تئاتر، فیلم‌نامه و رادیو می‌نویسد.

## اوایل زندگی
او در ۱۰ آوریل ۱۹۴۰ در بمبئی (امروزه مومبای) در خانواده‌ای اهل جام‌نگر متولد شد. پدرش گونوانترای آچاریا، رمان‌نویس گجراتی، و مادرش نیلابن بود. او در سال ۱۹۶۰ مدرک کارشناسی خود را در رشته گجراتی و سانسکریت از دانشگاه بمبئی دریافت کرد. سپس در سال ۱۹۶۲ کارشناسی ارشد خود را در جامعه‌شناسی به پایان رساند. او در مدرسه ملی درام دهلی با بورسیه تحصیل کرد. بین سال‌های ۱۹۶۱ تا ۱۹۶۴ به‌عنوان سخنگوی رادیو آکاشوانی در بمبئی فعالیت داشت. در سال ۱۹۶۵ با ماهندرا آدالجیا ازدواج کرد و از سال ۱۹۶۶ به نویسندگی پرداخت. خواهر او ایلا عرب مهتا نیز رمان‌نویس است.

## فعالیت ادبی

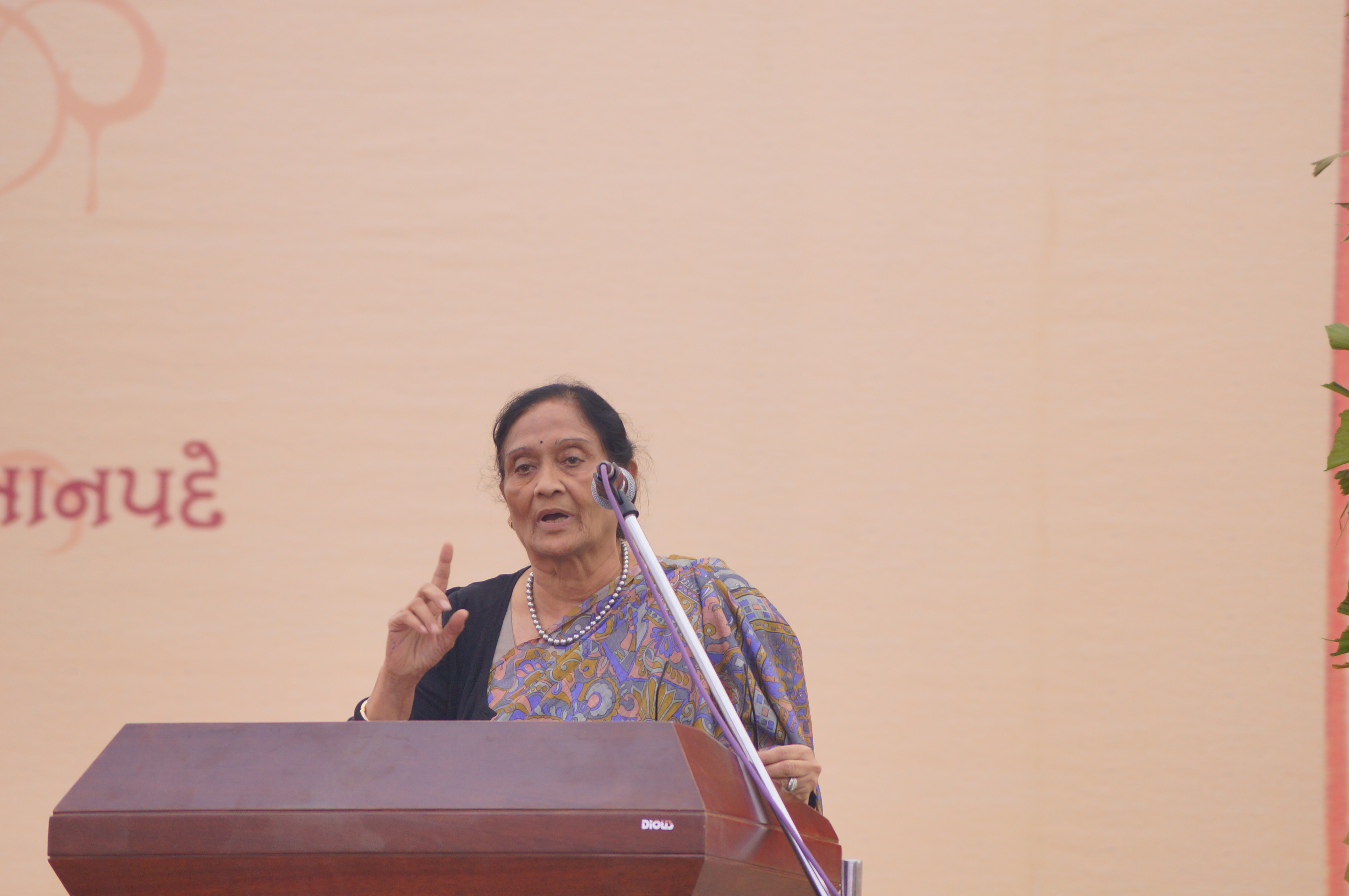
ورشا آدالجیا در چهل و هفتمین کنفرانس سالانه گجراتی ساهیتیا پریشاد

ورشا آدالجیا فعالیت ادبی خود را به‌عنوان سردبیر سوده، یک هفته‌نامه ویژه زنان از ۱۹۷۳ تا ۱۹۷۶ آغاز کرد و بعدها در مجله گجراتی فمینا از ۱۹۸۹ تا ۱۹۹۰ فعالیت داشت. از سال ۱۹۷۸، او در سمت اجرایی گجراتی ساهیتیا پریشاد مشغول به کار بوده است. او در سکونت‌گاه‌های جذامیان، زندان‌ها و میان آدیواسی‌ها تحقیق و فعالیت داشته است.

## آثار
او ۴۰ کتاب، از جمله ۲۲ رمان و هفت مجموعه داستان کوتاه نوشته است. شراوان تارا ساروادا (۱۹۶۸) و تیمیرنا پادچایا (۱۹۶۹) از نخستین رمان‌های او هستند و پس از آن یک پلنی پاراخ (۱۹۶۹) منتشر شد. پنج نه یک پنج (۱۹۶۹)، آواجنو آکار (۱۹۷۵)، چهواتنو چهوات (۱۹۷۶)، پاچا فاراتا (۱۹۹۱) و پاگالا (۱۹۸۳) از رمان‌های معمایی او هستند. نیلیما مریتویو پامی چه (۱۹۷۷) رمانی اجتماعی-معمایی است. آتاش (۱۹۷۶) به خشونت در ویتنام می‌پردازد. بان‌دیوان (۱۹۸۶) درباره فساد در زندان‌ها نوشته شده است.

## سایر آثار
رمان‌های دیگر او عبارت‌اند از:
- زمانی برای گشودن گره‌ها (۱۹۸۰)،
- مریتیودند (۱۹۹۶)،
- خانه‌ای از خاک (۱۹۹۱)،
- شاگ ره شاکورو (۲۰۰۴)،
- نخستین گام (۲۰۰۸) و
- گام نهادم، من در خلوت (۲۰۰۵)

رمان‌های کوتاه دیگر او عبارت‌اند از:
- مرا نیز خانه‌ای باید (۱۹۷۱)،
- رتپنخی (۱۹۷۴) و
- قهقهه‌ای خاموش (۱۹۸۳)

قهقهه‌ای خاموش شامل رمان کوتاه دیگری با نام یک زندان نیز هست. انسار (۱۹۹۲) مشهورترین رمان او درباره جذامیان است.
مجموعه داستان‌های کوتاه او شامل او (۱۹۷۹)، بر آستانه شامگاه (۱۹۸۳)، اندهانی (۱۹۸۹)، برگ چهارم بیلپاترا (۱۹۹۴)، آسمان در گرهی بسته (۱۹۹۸)، آنورادا (۲۰۰۳) و زمانی خواهد آمد که... (۲۰۰۴) هستند. مجموعه‌ای از داستان‌های برگزیده او با عنوان بهترین داستان‌های ورشا آدالجا (۱۹۹۲) به ویرایش ایلا عرب مهتا منتشر شده است.
مندودری (۱۹۹۸) مجموعه‌ای از نمایشنامه تک‌پرده‌ای است. این است زندان (۱۹۸۶)، تیرد، شهید (۲۰۰۳) و بلبل بهاری (۲۰۰۶) از دیگر نمایشنامه‌های او هستند. رمان‌های مرا نیز خانه‌ای باید و رتپنخی به مجموعه‌های کوتاه تلویزیونی اقتباس شده‌اند. سایه‌های تاریکی به یک نمایشنامه سه‌پرده‌ای تبدیل شد و بیش از صد اجرا داشت. او رمان پدرش را به عنوان داریدرانارایان به سریال تلویزیونی و سپس نمایشنامه‌ای اقتباس کرد. همچنین فیلم تلویزیونی انسار درباره جذامیان را تهیه کرد که برنده جایزه شد.
مجموعه مقالات او شامل زیارت زمین (۱۹۹۴) و تمام آسمان در یک قفس (۲۰۰۷) است. سفرنامه‌های او عبارت‌اند از آسمان خم شد (۲۰۰۲)، آب زمزمه می‌کند (۲۰۰۲)، شیوهم (۲۰۰۶) و پناهنده (۲۰۰۷). او همچنین مجموعه‌ای با عنوان عشق‌های جاودان (۲۰۰۰) را ویرایش کرده است.
چهارراه در سال ۲۰۱۶ منتشر شد. این رمان تاریخی گسترده، سه نسل را در بر می‌گیرد.

## جوایز
او در سال ۱۹۹۵ جایزه آکادمی ملی ادب را برای رمان انسار دریافت کرد. او همچنین جوایز سرزمین شوروی نهرو (۱۹۷۶)، جایزه آکادمی ادبیات گجراتی (۱۹۷۷، ۱۹۷۹، ۱۹۸۰)، جایزه شورای ادبیات گجراتی (۱۹۷۲، ۱۹۷۵) و جایزه ک. م. مونشی (۱۹۹۷) را دریافت کرده است. در سال ۲۰۰۵، جایزه رانجیت‌رام سووارنا چاندراک را کسب کرد. او همچنین برنده جایزه ناندشانکار مهتا چاندراک، جایزه سروج پاتاک و جایزه داستان‌نویسی رام‌نارایان پاتاک شده است.